# La Barbe bleue
Pour les articles homonymes, voir Barbe-Bleue (homonymie).
La Barbe bleue est un conte populaire communément dénommé Barbe bleue, dont la version la plus célèbre est celle de Charles Perrault, parue en 1697 dans Les Contes de ma mère l'Oye. C'est également le nom du personnage central du récit.

## Résumé
Un homme riche est doté d'une barbe bleue, lui donnant un aspect laid et terrible. Il a déjà eu plusieurs épouses par le passé, et on ne sait pas ce qu'elles sont devenues. Il propose à ses voisines de l'épouser, mais aucune ne le souhaite. Finalement, l'une d'elles, séduite par les richesses de Barbe-Bleue, accepte.
Un mois après les noces, celui-ci annonce à sa femme qu'il doit partir en voyage. Il lui confie un trousseau de clés ouvrant toutes les portes du château, mais il y a un cabinet où il lui interdit formellement de pénétrer. Curieuse, elle enfreint l'interdit, entre dans la pièce et y découvre les corps des précédentes épouses, accrochés au mur. Terrifiée, elle laisse tomber la clef, qui se tache de sang. Elle essaye d'effacer la tache, mais le sang ne disparaît pas car la clef est magique.

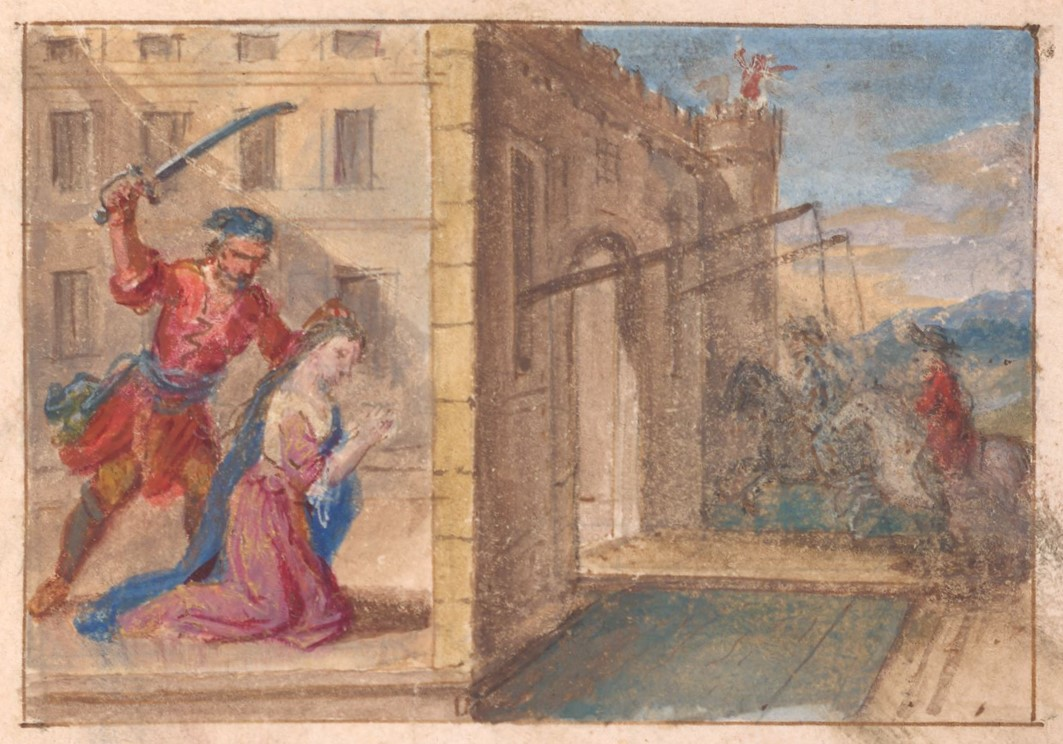
Barbe bleue s'apprête à égorger son épouse en prière mais les frères d'icelle accourent à cheval pour la sauver ; on distingue sœur Anne au sommet de la tour.
Gouache ornant un manuscrit des Contes de ma mère l'Oye de Charles Perrault, 1695.

La Barbe-Bleue revient à l'improviste et découvre la trahison de sa trop curieuse femme. Furieux, il s'apprête à l'égorger, comme les précédentes épouses. Ce jour-là, la malheureuse attend la visite de ses deux frères — l'un dragon et l'autre mousquetaire — et elle supplie son mari de lui laisser assez de temps pour prier avant de mourir. Le monstre lui accorde un quart d'heure.
Pendant ce temps, la sœur de l'infortunée épouse, prénommée Anne, monte au sommet d'une tour d'où elle cherche à voir si ses frères sont sur le chemin. L'épouse éplorée demande à plusieurs reprises à sa sœur Anne si elle les voit venir, mais cette dernière répète qu'elle ne voit que « le soleil qui poudroie et l'herbe qui verdoie ». Barbe-Bleue crie et s'apprête à l'exécuter avec un couteau, la tenant par les cheveux, lorsque les frères surgissent enfin et le tuent à coups d'épée.
La rescapée hérite de toute la fortune de son époux, aide sa sœur à se marier et ses frères à avancer dans leur carrière militaire. Elle épouse ensuite un honnête homme qui la rend enfin heureuse.

## Galerie

Illustrations de Gustave Doré, 1862
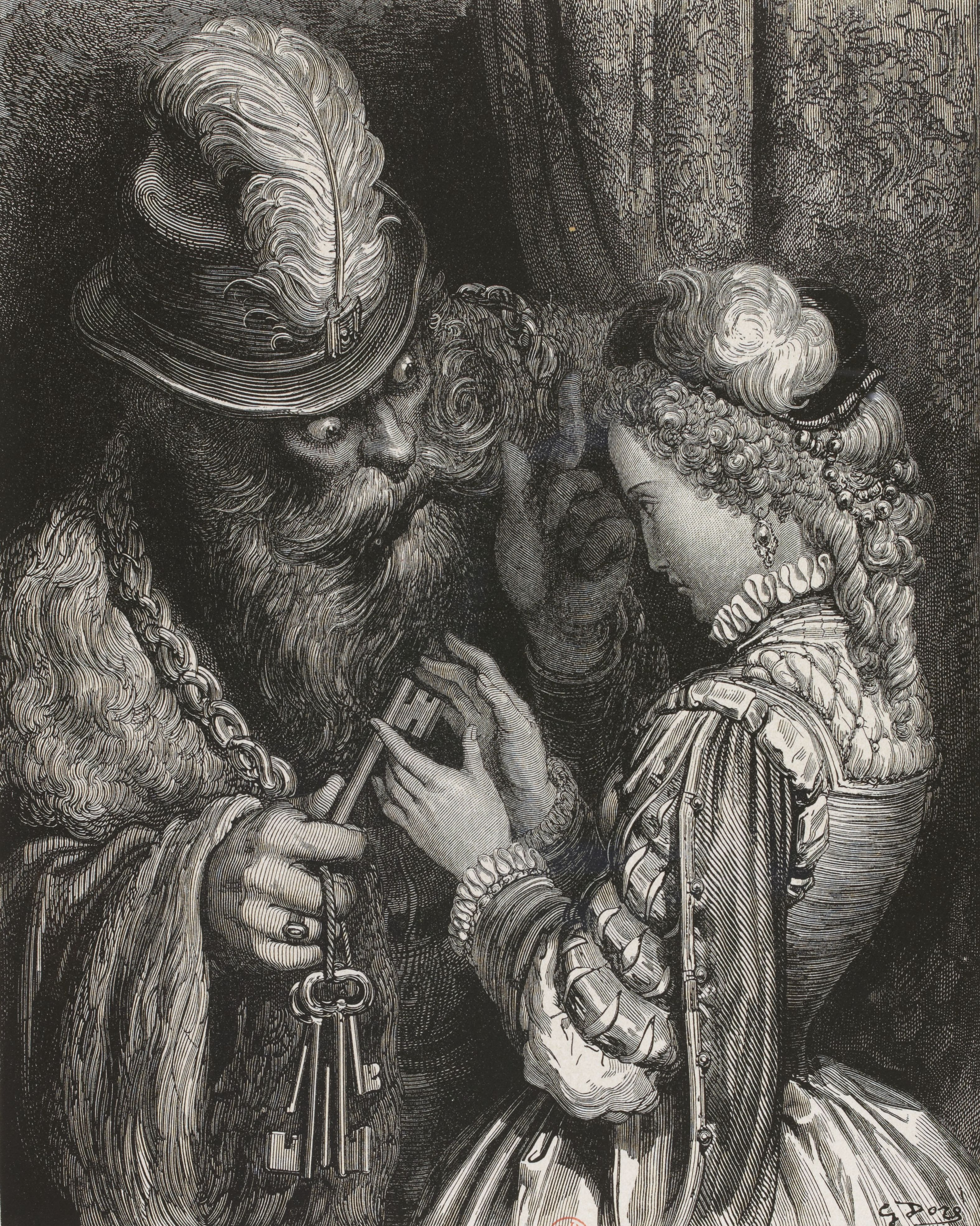
« …s'il vous arrive de l'ouvrir, il n'y a rien que vous ne deviez attendre de ma colère. »
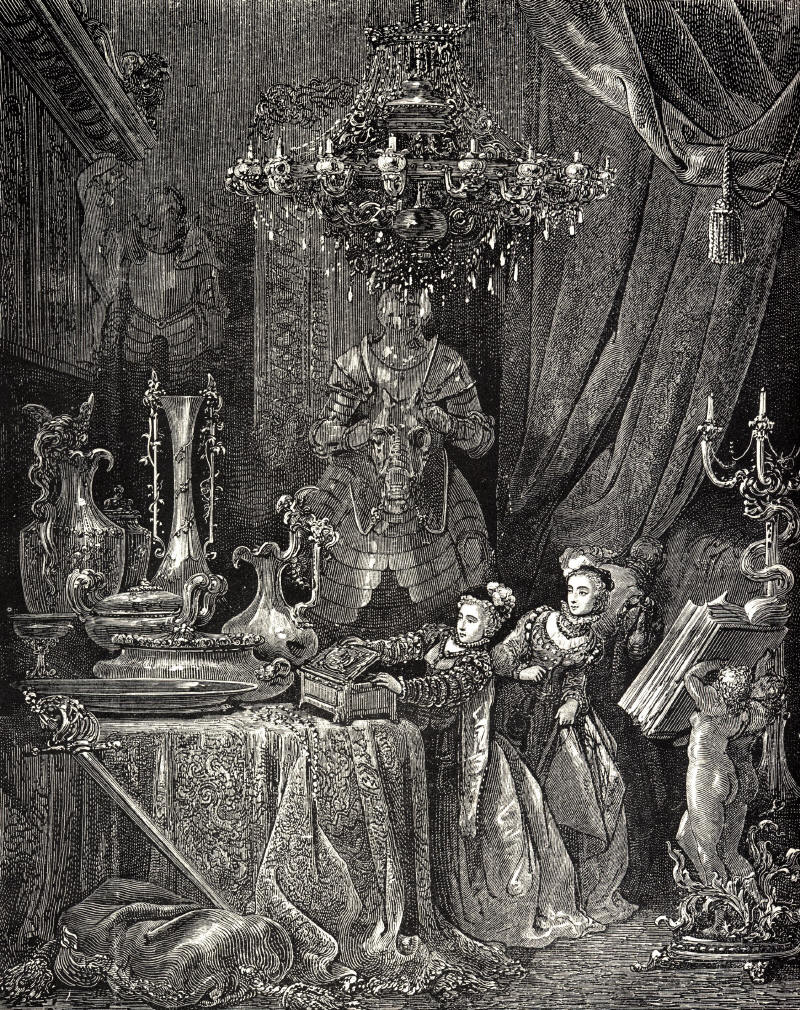
« Les voisines et les bonnes amies n’attendirent pas qu’on les envoyât quérir pour aller chez la jeune mariée, tant elles avaient d’impatience de voir toutes les richesses de sa maison… »
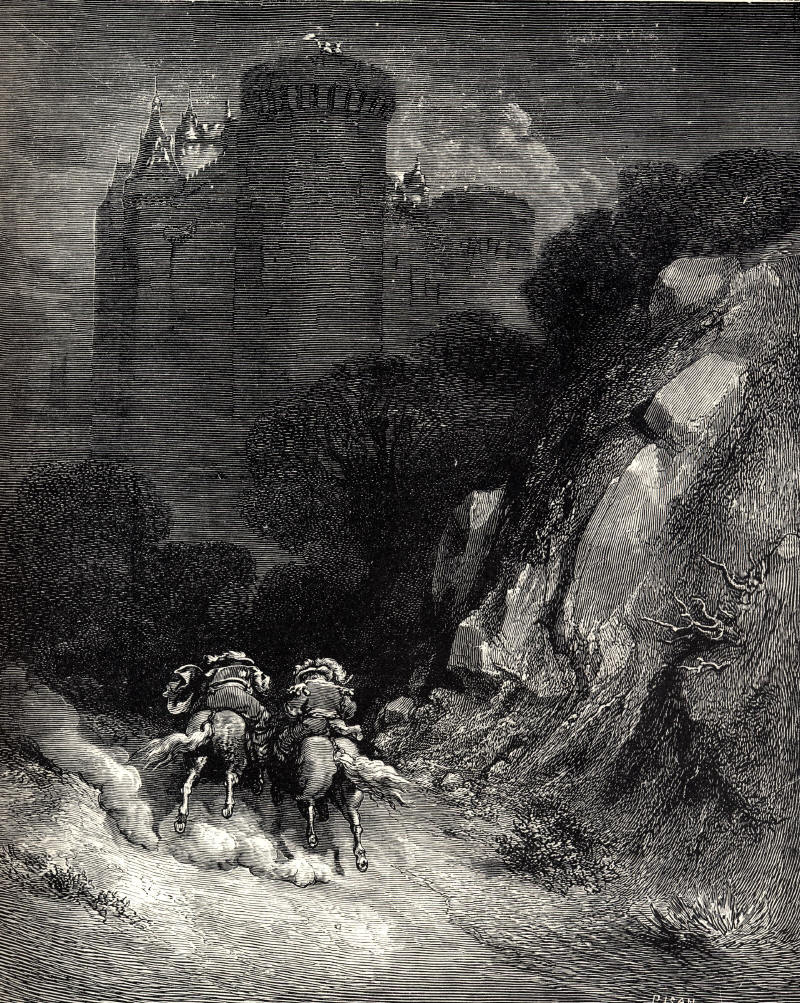
« Dieu soit loué ! s'écria-t-elle un moment après, ce sont mes frères. »
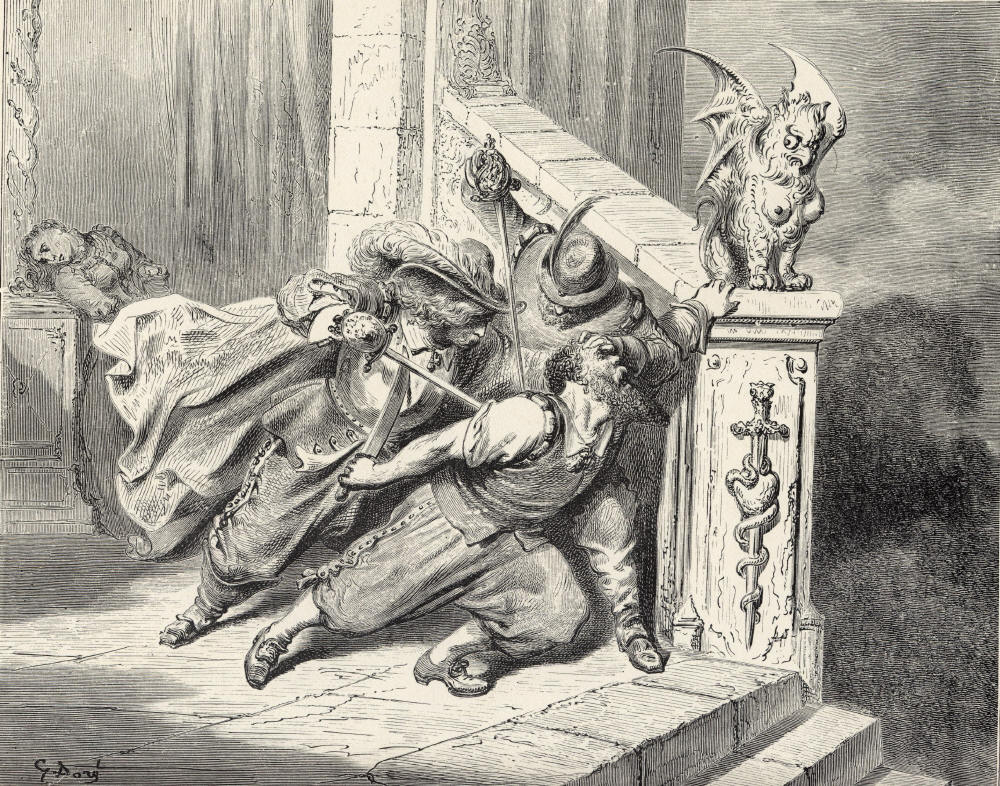
« Ils lui passèrent leur épée au travers du corps et le laissèrent pour mort. »

Illustrations de Walter Crane, 1875
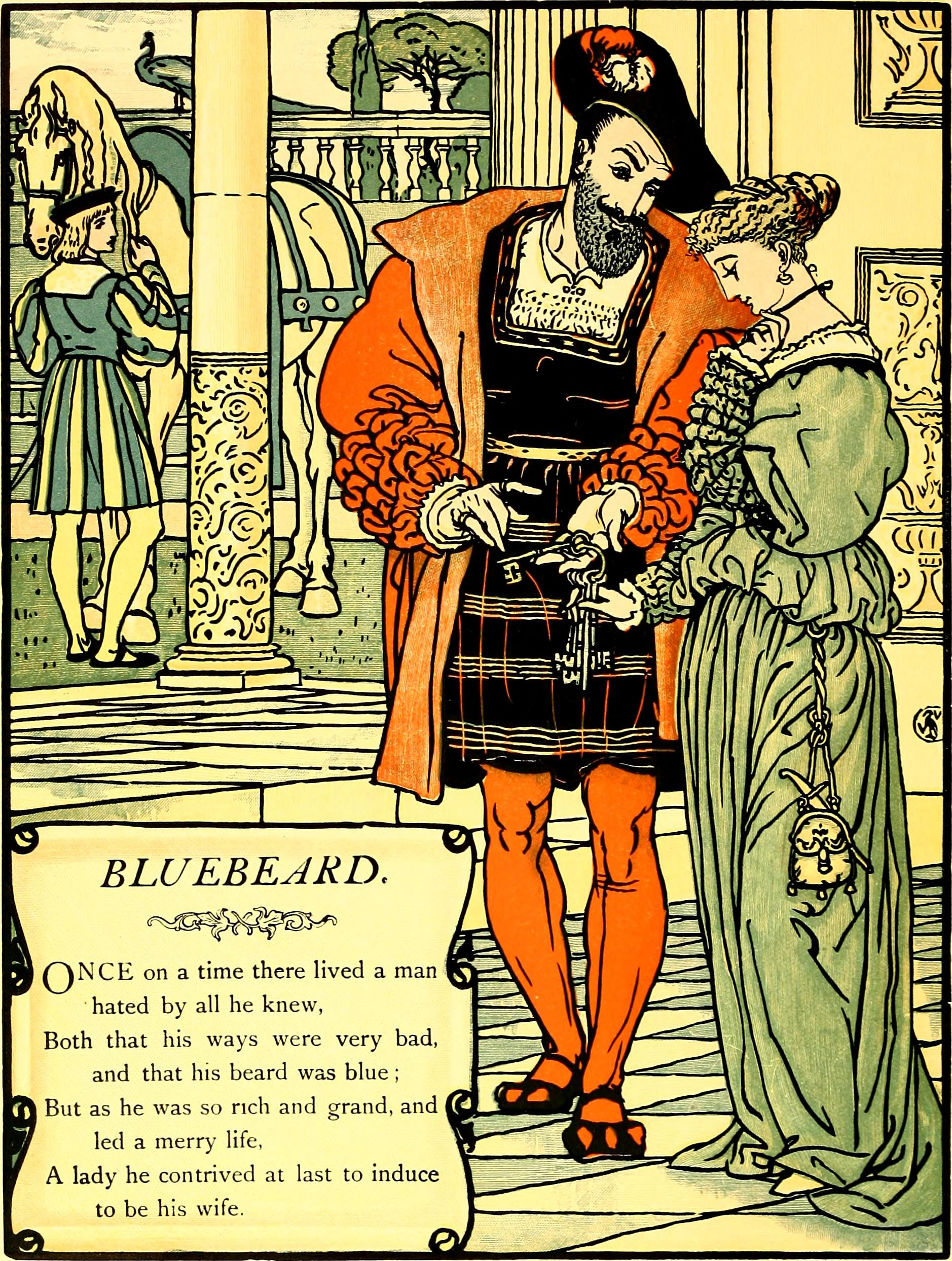
La Barbe-Bleue confie les clés de la maison à son épouse.
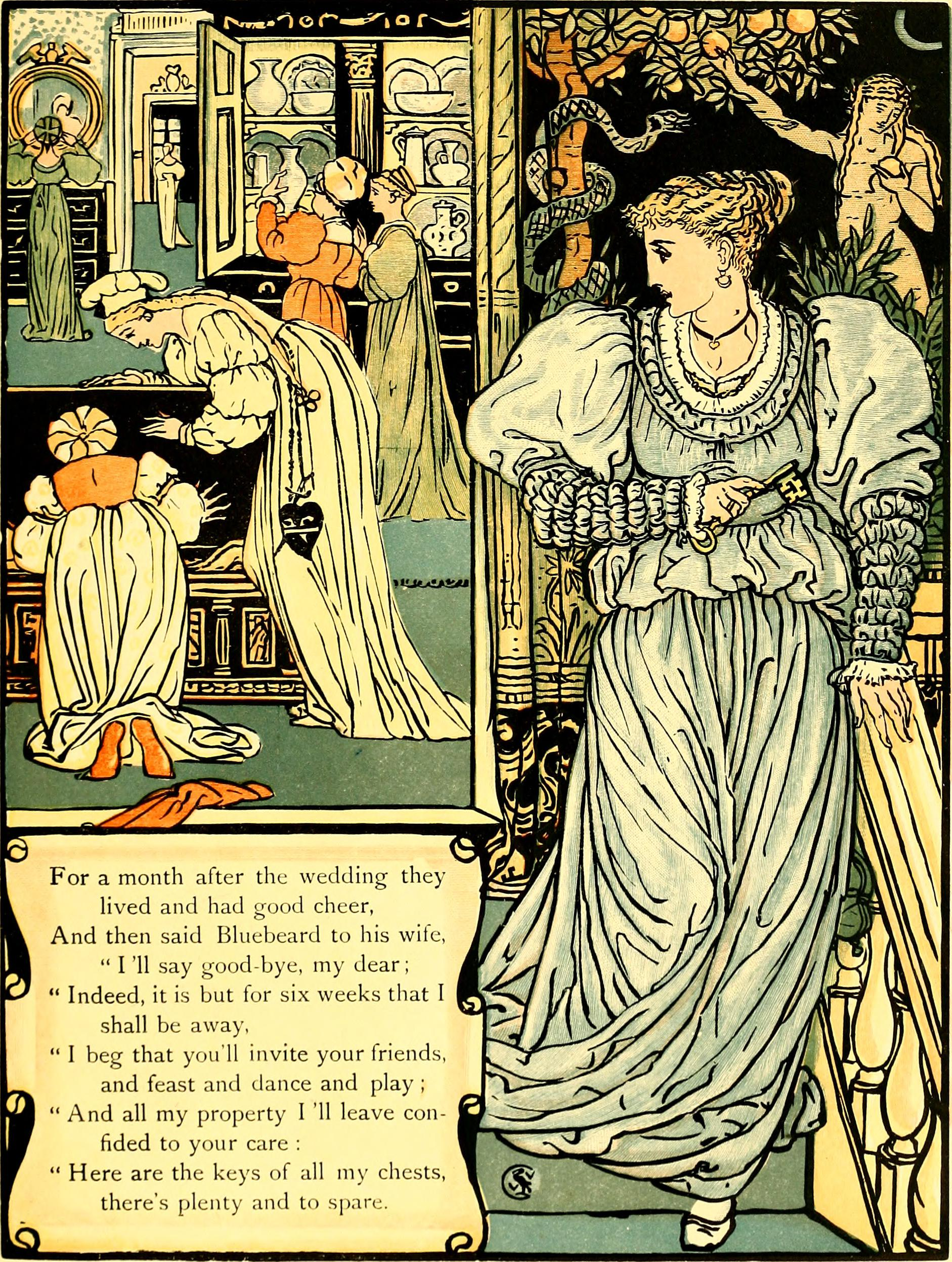
L'épouse, la clé à la main, se rend vers la chambre interdite, pendant que ses invitées explorent les autres pièces de la demeure.
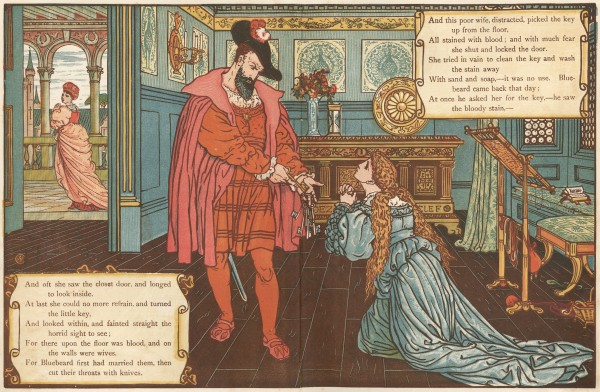
L'épouse supplie La Barbe-Bleue de l'épargner. À gauche, la sœur Anne, qui s'apprête à monter au haut de la tour.
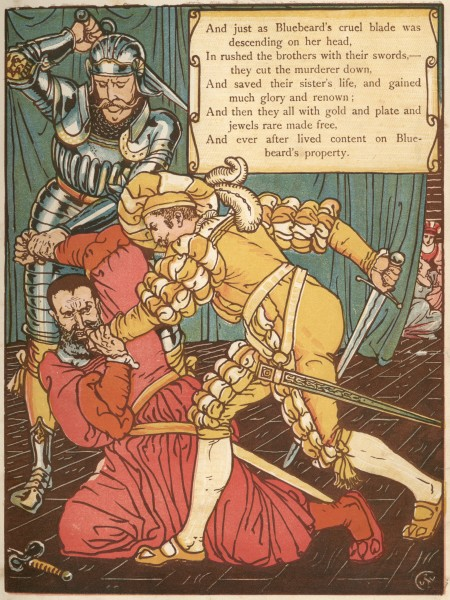
La Barbe-Bleue est mis à mort par les deux frères de son épouse.

## Le personnage de la Barbe-Bleue
La Barbe-Bleue est à l'origine inspiré de la tradition orale. C'est une variante de l'ogre qui s'attaque à ses femmes successives et aux enfants quand il en a. À la suite de la publication du récit de Perrault, on l'a associé à différents personnages, historiques ou mythologiques :
- Conomor, personnage semi-légendaire breton, qui aurait tué ses femmes, dont la quatrième, Tréphine, est conforme au personnage du conte de Charles Perrault[2]. Ce roi était appelé Baro glaz (« barbe grise » en breton mais l'adjectif glaz a également l'acception de bleu ou vert, comme Maen glaz qui désigne l'ardoise bretonne grise, bleue ou verte). Ce pourrait être à une mauvaise interprétation que cette locution bretonne se serait transformée en Barbe bleue[3].
- Gilles de Rais, compagnon d'armes de Jeanne d'Arc, a été qualifié de « Barbe-Bleue ». Il fut exécuté après avoir été accusé d'avoir violé et assassiné nombre d'enfants et jeunes gens mais, mis à part les meurtres en série, sa vie et ses actions sont loin de celles du personnage du conte[4].
- Henri VIII[5], roi d'Angleterre et d'Irlande, connu pour avoir condamné à mort deux des femmes qu'il a épousées.

## Analyse

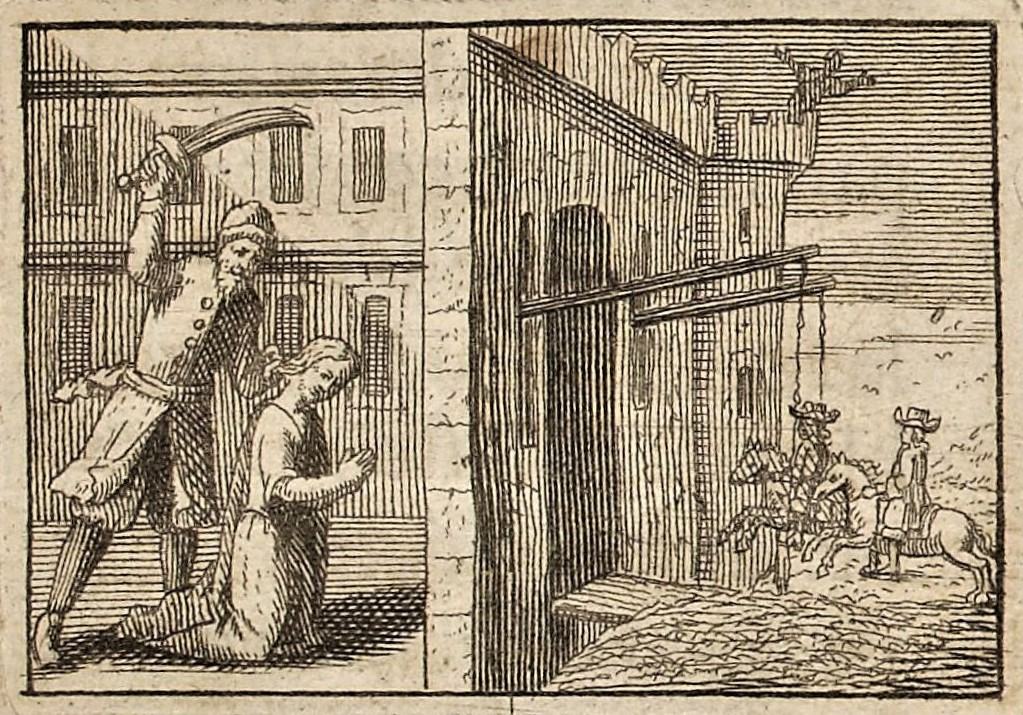
Gravure sur cuivre, taille-douce (au burin) d'Antoine Clouzier, d'après la gouache du manuscrit de 1695.
Illustration ornant l'édition originale des Contes de ma mère l'Oye de Charles Perrault, Paris, chez Barbin, 1697.

Selon le psychanalyste Bruno Bettelheim, le conte représente de manière déguisée l'infidélité de l'épouse de Barbe-Bleue et le crime commis par un mari jaloux. Cet auteur rappelle que dans La Barbe bleue de Charles Perrault « une grande fête eut lieu dès que le triste héros eut tourné le dos. Il est facile d'imaginer ce qui se passa entre la femme et ses invités en l'absence de Barbe bleue : l'histoire dit nettement que tout le monde prit du bon temps. Le sang sur l'œuf [variante dans un conte de Grimm] et sur la clé symbolise que les héroïnes ont eu des relations sexuelles. On comprendra donc le fantasme d'angoisse qui leur montre le cadavre des femmes qui ont été tuées en raison de leur infidélité. À l'écoute de ces histoires, on est frappé par le fait que l'héroïne est fortement tentée de faire ce qui lui est interdit. […] Ainsi, sur un plan qui est facilement obscurci par les détails macabres de l'histoire, Barbe bleue est un conte relatif à la tentation sexuelle. » Perrault ne fait nullement l'apologie du comportement meurtrier de Barbe-Bleue en réponse à sa femme. La mort de celui-ci peut être perçue comme une condamnation de la démesure avec laquelle il s’emporte.

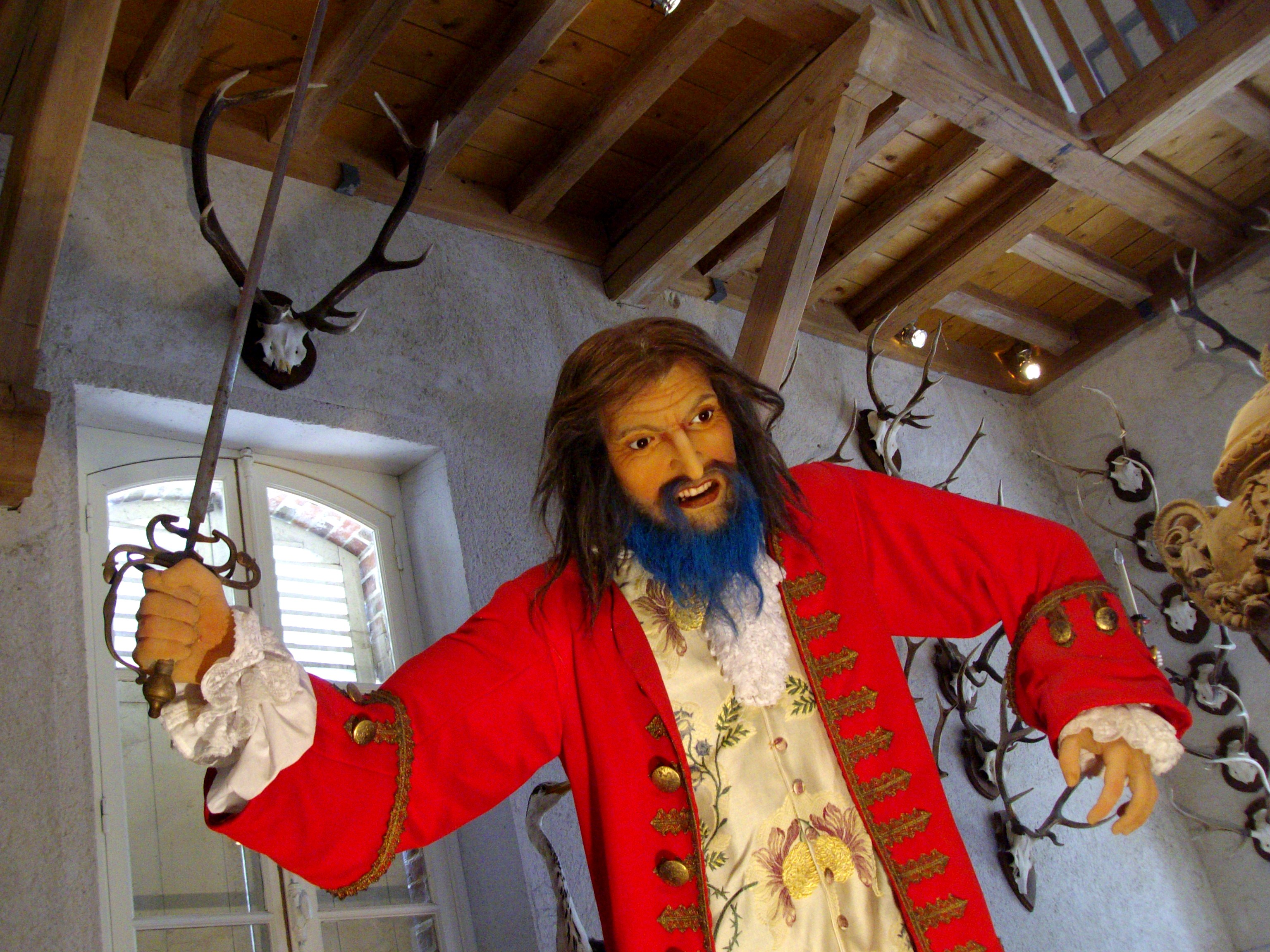
Mannequin représentant la Barbe-Bleue au château de Breteuil.

Catherine Velay-Vallantin consacre un chapitre de son ouvrage L'Histoire des contes (voir Bibliographie) au conte de La Barbe Bleue, qu'elle met en regard avec deux chansons traditionnelles : Renaud, le tueur de femmes (déjà signalé par Paul Delarue) et La Maumariée vengée par ses frères, connue surtout au Québec. Elle cite en intégralité une version de cette romance, ou complainte, due à François-Paradis de Moncrif, ainsi qu'une autre chanson québécoise sur le même thème, Parle tout haut, parle tout bas (il existe aussi des versions en langue d'oc, quoique moins nombreuses). Elle note que dans certaines variantes italiennes du conte, le héros mange des cadavres, même si c'est surtout le côté sadique et déviant sexuel du personnage qui prime ici ; elle s'attache aussi au motif du sang. Certaines versions, notamment bretonnes, font mention d'un enfant assassiné ; Moncrif insiste, lui, sur les facultés « presque magiques » de l'épouse pour apprivoiser les bêtes sauvages (ce qui rapproche sa complainte des versions dans lesquelles c'est un animal qui joue le rôle de Sœur Anne). À la suite de Claude Bremond, Catherine Velay-Vallantin développe encore le thème du mari roturier à l'origine, qui n'a été assimilé à un seigneur que plus tard. Quant à Gilles de Rais, « il est inutile de chercher dans ce fait divers l'origine du conte », ce n'est que par amalgame que les histoires de Barbe-Bleue et de Gilles de Rais ont été assimilées. Enfin, elle étudie un rapprochement entre l'héroïne du conte et une sainte bretonne dont la légende apparaît en 1531, Sainte Tryphine, et dont le mari, Conomor, qui l'avait épousée en l'an 544, aurait été un criminel sanguinaire notoire.

## «Anne, ma sœur Anne»
L'épouse de Barbe-Bleue menacée de mort demande à plusieurs reprises à sa sœur si elle ne voit rien venir, en commençant par ces mots : « Anne, ma sœur Anne… »
« Anna Soror (« Anne, ma sœur ») est l'apostrophe par laquelle s'ouvre le discours de Didon dès le début du chant IV de l'Énéide de Virgile (Ier siècle av. J.-C.) ; cette expression sera reprise sous la forme d'une répétition (Anna soror, soror Anna) dans la 7e Héroïde d'Ovide (Ier siècle av./ apr. J.-C.), avant de passer à la postérité française dans la transposition célèbre de La Barbe bleue ».
Dans l’Énéide, ces paroles ouvrent les confidences de Didon à sa sœur Anna Perenna au sujet de l'amour secret qu'elle éprouve pour Énée et qui la trouble parce qu'elle avait juré fidélité à son défunt mari.

## Adaptations

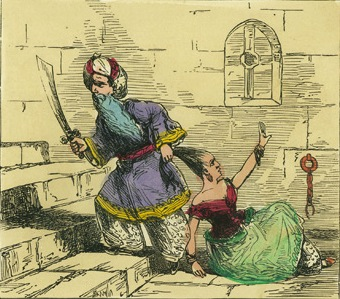
Barbe bleue, illustration d'Edmund Evans, vers 1888.

### Arts plastiques
- En el castillo de Barba Azul, Eduardo Arroyo (1993)
- Mais où se cache la Barbe-Bleue, installation-exposition de France Everard (2014)

### Filmographie

#### Cinéma

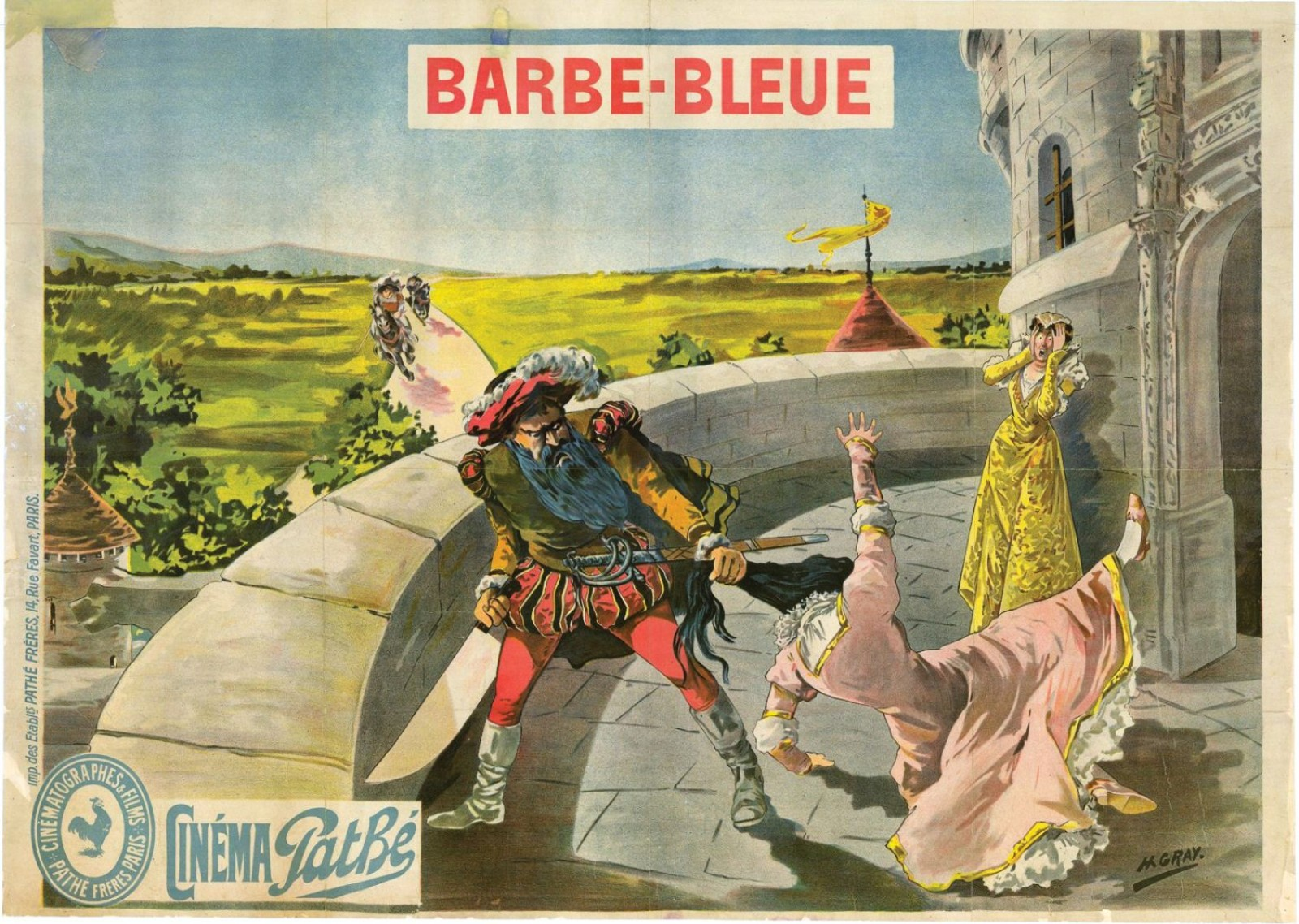
Affiche d'Henri Gray pour le film Barbe-Bleue (1907) réalisé par Étienne Arnaud.

- Barbe-Bleue, film muet réalisé par Georges Méliès, sorti en 1901
- Barbe-Bleue, film muet réalisé par  Étienne Arnaud, sorti en 1907[12]
- La Huitième Femme de Barbe-Bleue, comédie romantique américaine réalisée par Sam Wood avec Gloria Swanson. Ce film muet de 1923 est considéré comme perdu.
- Barbe-Bleue, court-métrage réalisé par Jean Painlevé, sorti en 1936
- La Huitième Femme de Barbe-Bleue (Blue Beard's Eighth Wife), comédie d'Ernst Lubitsch sortie en 1938 avec Claudette Colbert et Gary Cooper
- Barbe-Bleue, réalisé par Edgar George Ulmer en 1944
- Juliette ou la Clé des songes, réalisé par Marcel Carné, sorti en 1951 avec Gérard Philipe, Suzanne Cloutier et Jean-Roger Caussimon dans le rôle d'un personnage reprenant les traits de Barbe-Bleue
- Barbe-Bleue, réalisé par Christian-Jaque, sorti en 1951
- Barbe-Bleue, réalisé par Edward Dmytryk, sorti en 1972
- Barbe-Bleue, réalisé par Olivier Gillon, sorti en 1979[13]
- Feu de glace, réalisé par Chen Kaige, librement inspiré de La Barbe bleue, sorti en 2002
- Barbe-Bleue, court-métrage réalisé par Baptiste Belleudy, sorti en 2008
- Barbe-Bleue, réalisé par Catherine Breillat, sorti en 2009

Le conte est aussi cité dans :
- Monsieur Verdoux, réalisé en 1947 par Charlie Chaplin. Le personnage principal, inspiré par l'assassin Henri-Désiré Landru, est plusieurs fois qualifié, d'abord par lui-même puis par la police, de « Barbe-Bleue ».
- La Leçon de piano (The Piano), en 1993 par Jane Campion. Une pièce de théâtre sur le conte de La Barbe bleue est monté par les enfants de l'école.
- Cure, réalisé en 1997 par Kiyoshi Kurosawa. La femme du détective lit un extrait à son docteur au début du film.

#### Téléfilm
- Barbe-Bleue d'Edward Dmytryk, diffusé en 1972.
- Barbe-Bleue réalisé par Jean Bovon, diffusé en 1984.

### Littérature

#### Recueil
Les Sept femmes de la Barbe-Bleue et autres contes merveilleux d'Anatole France (Paris, Calmann-Lévy, 1909).

#### Romans
Cette section ne s'appuie pas, ou pas assez, sur des sources secondaires ou tertiaires indépendantes du sujet. Le texte peut contenir des analyses inexactes ou inédites de sources primaires.
Pour l'améliorer, ajoutez-en, ou placez des modèles {{Source secondaire souhaitée}} ou {{Source secondaire nécessaire}} sur les passages mal sourcés. (janvier 2025)
- La Barbe Bleue, réécriture par Pauline Pucciano (1995).
- L'Affaire Barbe-Bleue de Yak Rivais (2000).
- Trois histoires de Barbe Bleue racontées dans le monde, recueil jeunesse, cinquième tome de la collection Le tour du monde d'un conte par les Editions Syros - on y retrouve La Barbe Bleue de Perrault dans sa version intégrale, la version israélienne Abu Freywar et la version écossaise Le cheval gris (2011).
- Barbe bleue d'Amélie Nothomb (2012).
- Les Portes closes, de Lori Saint-Martin (2013), s'inspire du personnage.
- Les Sangs, d'Audrée Wilhelmy (2013) met en scène les femmes de Barbe-Bleue.
- Blue, d'Annabelle Blangier (2020), réécriture du conte chez l'éditeur spécialisé Magic Mirror.
- A l'ombre de Barbe Bleue, album jeunesse réécrit d'un point de vue féministe par Charlotte Moundlic et illustré par François Roca (2021).
- Barbe Bleue de Steve Laflamme, réécriture pour un public averti dans la série Les contes interdits (2022)
- La veuve de Barbe-bleue d'A. D. Yriez (2024), réécriture de conte chez l'éditeur spécialisé Magic Mirror, met en scène la vie de la protagoniste du conte après les évènements de celui-ci.

#### Bande dessinée
- Barbe Bleue (Jhen, no 4), bande dessinée, par J. Martin et J. Pleyers. 1984. Casterman. 48 pages.
- Barbe bleue, personnage du comics Fables.
- Barbe bleue, bande dessinée par Camille Benyamina (d'apres le livre d'Amélie Nothomb). Éditer par Albin Michel en 2023.120 pages[14]

#### Livre animé
- Barbe Bleue, livre animé géant d'Armand Langlois.

#### Nouvelle
- The Bloody Chamber, Angela Carter, réécriture du conte sous forme de nouvelle dans le recueil du même nom (1979) publié en France sous le titre La Compagnie des loups en 1985.
- A Room of His Own, Suniti Namjoshi, réécriture du conte sous forme de micronouvelle dans le recueil Feminist Fables (1981).

#### Audio
- Barbe bleue, livre disque raconté par Cécile de France à Thierry Magnier, musique André Serre-Milan (2005).

#### Essai
- Le cabinet de Barbe-Bleue, essai de Thomas O. St-Pierre présentant le cabinet où reposent les épouses assassinées comme une métaphore psychologique (2023).

### Musique

#### Opéras
- Le Château de Barbe-Bleue de Béla Bartók, livret de Béla Balázs  (1911) ;
- La Huitième Femme de Barbe-Bleue (L'Ottava moglie de Barbablù) de Vito Frazzi (1940) ;

##### Opéra-comique
- Raoul Barbe-Bleue d'André Grétry, livret de Michel-Jean Sedaine (1789) ;
- Le Château de la Barbe-Bleue d'Armand Limnander de Nieuwenhove, livret de Jules-Henri Vernoy de Saint-Georges (1851) ;

##### Opéra-bouffe
- Barbe-Bleue de Jacques Offenbach, livret de Meilhac et Halévy (1866) ;

##### Conte musicale
- Ariane et Barbe-Bleue de Paul Dukas, livret de Maurice Maeterlinck (1907) ;
- Ritter Blaubart d'Emil von Řezníček (1917) ;
- Douce et Barbe Bleue d'Isabelle Aboulker ;

#### Ballets
- Barbe-Bleue de Marius Petipa (1896)
- Barbe-Bleue de Charles Lecocq (1898 ; création à l'Olympia le 12 mai) sur un livret de Richard O'Monroy. 3 scènes dédiées "à mon ami Oscar de Lagoanère" (1851-1918)
- Blauer Bart de Pina Bausch
- La Barbe bleue de Michel Kelemenis (2015)

#### Chanson
- La Septième Femme de Barbe Bleue de Maxime Le Forestier (After shave, 1986)
- Barbe-Bleue (Barbablù) d'Angelo Branduardi (Pane E Rose, 1996), chantée en italien ou en français
- La Barbe Bleue de Thomas Fersen (Je suis au paradis, 2011)
- Barbe Bleue sonore d'Opus Bleu[15] au sein de l'émission Les Mots bleus (2017)

### Théâtre
- Barbe-Bleue (1823), folie-féerie en 2 actes de Dupetit-Méré et Brazier[16] ;
- Barbe Bleue, l'espoir des femmes (1999) de Dea Loher ;
- La Barbe bleue (2011), texte et mise en scène de Jean-Michel Rabeux ;
- Beards, trilogie de Stefan Oertli[17]
- Les Femmes de Barbe-Bleue (2019), mise en scène Lisa Guez, prix Impatience[18] ;
- La Barbe Bleue (2021), mise en scène de Luc Cerutti, interprété par Magali Moreau.

## Textes complets sur Wikisource
Charles Perrault
- La Barbe bleue, édition originale de 1697 et édition modernisée

Charles Deulin
- Les Contes de ma mère l’Oye avant Perrault, La Barbe bleue (1878)